# 재닛 에번스

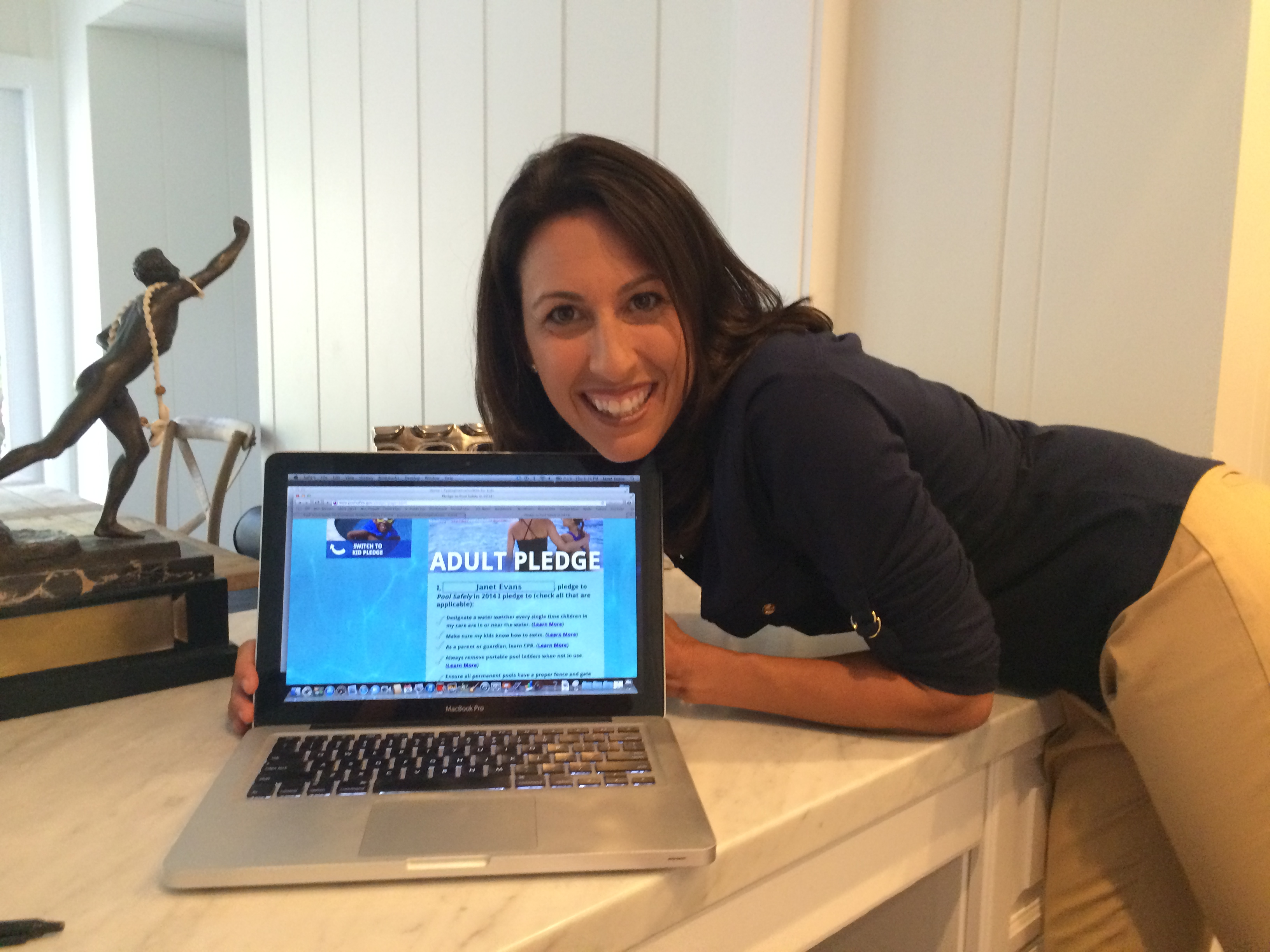

재닛 베스 에번스(Janet Beth Evans, 1971년 8월 28일 ~ )는 여러 거리의 자유형에 전문적인 미국의 경쟁적 수영 선수였다. 최근 2012년 런던 올림픽 선발 시합에 출전을 위한 복귀를 선언하였다.

## 생애
캘리포니아주 풀러턴에서 출생하여 이웃 플래센티아에서 자라온 에번스는 어린 나이에 경쟁적으로 수영을 시작하였다. 11세가 되었을 때 그녀는 거리 종목들에서 국립 나이 단체 기록들을 세웠다. 엘 도라도 고등학교를 졸업한 후, 스탠퍼드 대학교와 텍사스 대학교에서 수학하고 1994년 서던캘리포니아 대학교에서 통신공학 학위를 따면서 졸업하였다.
에번스는 자신의 비정통적인 "풍차" 수영법과 보기에 지칠 줄 모르는 심장 호흡 보류로 특이하였다.
1989년 미국에서 최고의 아마추어 선수로서 제임스 E. 설리반 상을 수상하였으며, 스위밍 월드 잡지에 의하여 3번이나 "올해의 여성 세계 수영 선수"(1987, 1989, 1990)로 선정되었다.
경쟁적 수영으로부터 은퇴한 이래, 에번스는 캐딜락, AT&T, 제록스 등의 회사들을 위한 흥행적 연설자와 기업 대표인으로 활약하였다. 2008년 NBC 쇼 "명성 서커스"에 나와 경합하였다.

## 경력
1987년 에번스는 400m, 800m, 1500m 자유형 종목들에서 세계 기록들을 깼다. 1988년 서울 올림픽에서 3개의 금메달을 획득하여 "끊임없는 동작 아가씨"라는 별명을 얻었다. 경기에서 400m 자유형에서 세계 신기록을 세웠으며, 2006년 5월 로르 마노두에 의하여 깨질 때까지 18년간 지속되었다. 2007년 6월 케이트 지글러의 15분 42.54초의 시간과 함께 깨질 때까지 에번스는 1500m 자유형 기록을 보유하였다. 1989년 8월에 에번스가 800m 자유형에서 세운 세계 기록 8분 16.22초는 2008년 베이징 올림픽에서 영국의 리베카 애들링턴의 8분 14.10초의 기록에 의하여 깨졌다. 그 800m 자유형 기록은 4개의 올림픽을 통하여 지속된 수영 스포츠에서 최장 명성 중의 하나였다. 네덜란드의 빌리 덴 우던이 세운 100m 자유형 기록 만이 더 긴 명성(1936~56)에 있었다.
서울 올림픽 이후, 에번스는 지속적으로 국내와 세계 거리 장면을 지배하였다. 그녀는 800m 자유형에서 1988년과 1992년 올림픽 타이틀, 1991년과 1994년 세계 타이틀을 유지하면서, 연속적인 어느 종목에서나 올림픽과 세계 선수권 대회의 타이틀들을 우승한 첫 여성이 되었다.
그녀는 국내 선수권 대회에서 400m와 800m 자유형을 각각 12번이나 우승하면서, 종목의 100년 역사상 여러 수영 선수들에 의하여 한 종목에서 수많은 국내 타이틀을 우승한 선수였다.
그녀의 경력은 1996년 애틀랜타 올림픽과 함께 끝났다. 단 하나의 메달을 따지 않았으나, 개막식에서 성화를 들어 전설적 권투 선수 무하마드 알리에게 건내주면서 자신의 경력에 또 하나의 하이라이트를 추가하였다. 수영에 참여하면서 400m 자유형에서 9위로 들어오고, 결승전 진출에 실패하였다. 자신의 경력 마지막 수영에서 에번스는 800m 자유형에서 6위를 하였다.
그녀의 경력 마지막으로 그녀는 7개의 세계 기록들, 5개의 올림픽 메달과 45개의 국내 타이틀을 보유하였다.

## 같이 보기
- 올림픽 다관왕 목록
- 올림픽 수영 여자 메달리스트 목록
- 수영 자유형 400m 세계 기록 추이
- 수영 자유형 800m 세계 기록 추이
- 수영 자유형 1500m 세계 기록 추이